# Ubstadt-Weiher
Ubstadt-Weiher là một thị trấn ở huyện Karlsruhe, bang Baden-Württemberg, Đức. Đô thị này có diện tích 36,48 km², dân số thời điểm 31 tháng 12 năm 2006 là 12.856 người.
Có 4 làng: Ubstadt, Weiher, Zeutern, và Stettfeld.
Khu vực giữa và quanh các là này là các vườn nho.